# Microtus tatricus
Microtus tatricus es una especie de roedor de la familia Cricetidae.

## Distribución geográfica
Se encuentra en los Cárpatos de Eslovaquia, Polonia, Ucrania y Rumanía. 